# Dolmen de Can Boquet
El Dolmen de Can Boquet o Roca d'en Toni que es troba al Parc de la Serralada Litoral, concretament a Vilassar de Dalt (el Maresme), va ser declarat bé cultural d'interès nacional en la categoria de Zona arqueològica.

## Descripció
És situat als peus del Turó d'en Rumpons i anomenat també Roca d'en Toni, segurament pel fet que el propietari dels terrenys era el pastor Toni Puig, segons consta en registres del segle xix. Es tracta del megàlit més conegut de la comarca del Maresme. És un sepulcre de corredor evolucionat, del tipus petita galeria catalana, amb planta quadrangular i corredor de lloses de granit. Conserva una bona part del corredor i tota la cambra, coberta per una sola llosa enorme. Actualment, no queda res del túmul ni del cromlec, però cap al 1920 encara n'hi havia vestigis.

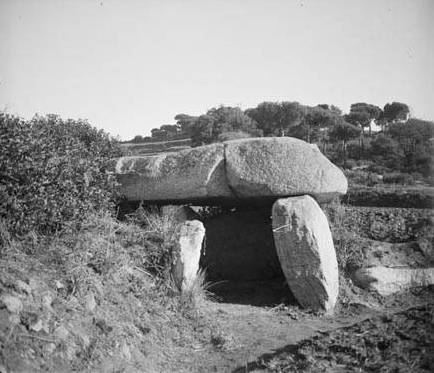
El dòlmen en una imatge de entre 1915 i 1931

Els historiadors el daten del període Calcolític, entre els anys 2200 i 1800 aC. Excavat a principis del segle xx pel Centre Excursionista de Catalunya, s'hi trobaren restes d'aixovar funerari. És possible que, pels objectes recuperats, es tractés d'un enterrament destinat al clan familiar d'algun cabdill important. S'hi han fet dues excavacions posteriors (la segona a càrrec del professor Pere Bosch i Gimpera, i la tercera, a principis de març del 1982, per Josep Castells, del Servei d'Arqueologia de la Generalitat de Catalunya), però només s'obtingueren testimonis materials en la primera intervenció. Recentment, durant les obres de construcció del perímetre protector actual, aparegueren restes d'una foguera, fragments de ceràmica, una destraleta votiva i un fragment de ganivet de sílex. Atès que es tracta d'un monument funerari molt visible, ha arribat fins als nostres dies molt espoliat.
A pocs metres hi ha una necròpoli medieval i diversos jaciments prehistòrics als voltants.

## Curiositats
L'any 1904, Francesc Carreras Candi ja parlava del dolmen: Se'l coneix en la contrada per la Roca d'en Toni, i és tan complet, està situat en un lloc tan visible i crida l'atenció de tal manera dels pagesos d'aquelles terres, que sembla impossible que encara no es conegui.

## Accés
És ubicat a Vilassar de Dalt: situats al Pi de la Creu de Can Boquet, pugem 800 metres en direcció nord. Un ampli aparcament a l'esquerra de la pista i el muret que encercla el dolmen ens indiquen el lloc correcte. Coordenades: x=445200 y=4598253 z=427.